# Robert Westerholt
Robert Westerholt (Waddinxveen, 2 januari 1975) is een Nederlands gitarist en grunter. Hij speelde in de band Within Temptation en heeft een relatie met de zangeres van deze band, Sharon den Adel.

## Biografie
Op de middelbare school leerde Westerholt Sharon den Adel kennen. Ook leerde hij daar Jeroen van Veen en Martijn Spierenburg kennen. Met hen begon hij de band The Circle, en onder de naam Voyage brachten zij een cd uit waar Sharon den Adel ook aan meegewerkt heeft. Den Adel kwam er pas bij toen Voyage's einde in zicht was, in 1996. Daarna richtten Sharon den Adel en Robert Westerholt Within Temptation op.
Op de albums Enter en The Dance heeft Westerholt een deel van de zang verzorgd in de vorm van het zogeheten grunten.

## Privé
Sharon den Adel en Robert Westerholt hebben een dochter en twee zoons.
- International Standard Name Identifier: 0000 0000 5622 1006
- MusicBrainz: cde59cd7-b111-46e5-8525-0d16bb2a565e
- Nationale Bibliotheek van Tsjechië: xx0086963
- Virtual International Authority File: 85877853